# Leptodontium longifolium
Leptodontium longifolium là một loài rêu trong họ Pottiaceae. Loài này được (Griff.) Müll. Hal. mô tả khoa học đầu tiên năm 1900.